# ピーナッツバター

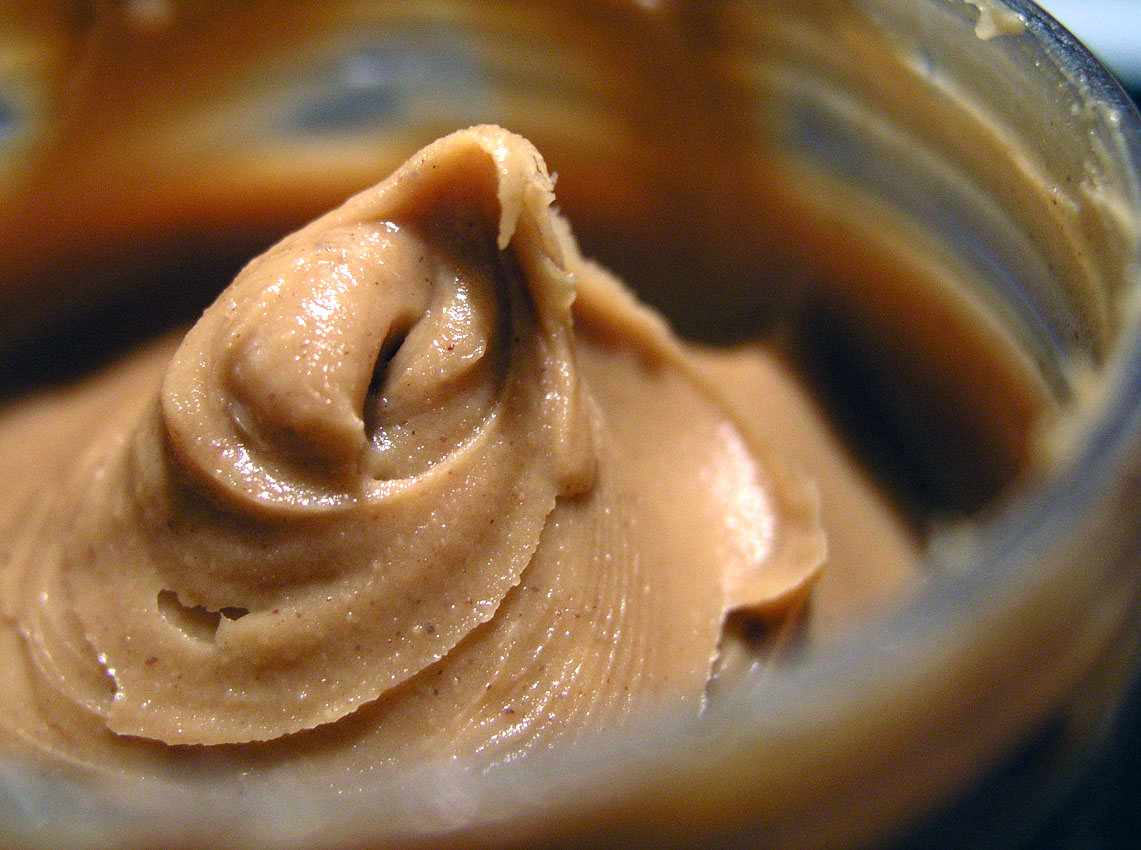
アメリカのピーナッツバター

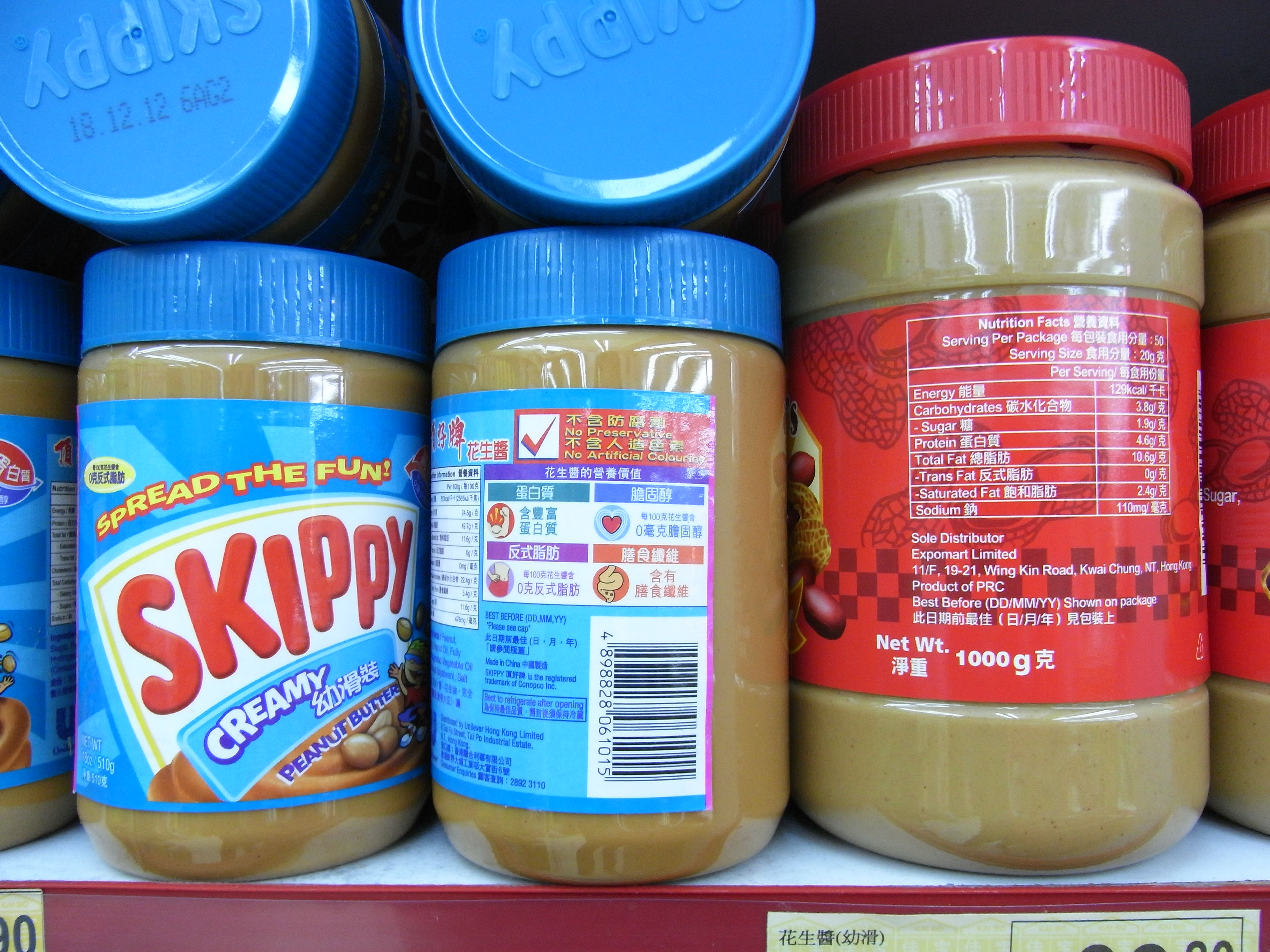
香港のピーナッツバター、花生醬

| 項目                 | 分量 (g) |
| -------------------- | -------- |
| 脂肪                 | 50.39    |
| 飽和脂肪酸           | 10.292   |
| 16:0（パルミチン酸） | 5.774    |
| 18:0（ステアリン酸） | 1.748    |
| 20:0（アラキジン酸） | 0.617    |
| 一価不飽和脂肪酸     | 23.713   |
| 18:1（オレイン酸）   | 23.148   |
| 多価不飽和脂肪酸     | 13.867   |
| 18:2（リノール酸）   | 13.791   |

ピーナッツバター（英: peanut butter）は、ピーナッツから作られた食品。
スプレッド類。パンに塗ったり、和え物の材料にして食べる。
中華料理では花生醤として、様々な料理のタレの材料に用いる。

## 利用
家庭のみならずアメリカの学校給食の場でもピーナッツバターとジャムのサンドイッチなどに活用されてきたが、2012年、学校給食の規定が栄養バランスを考慮した内容に改正されて以降、穀類の過剰摂取を防止する等の理由により忌避される例も見られるようになった。
アフリカ料理ではマフェ（ソース・アラシッド）などの煮込み料理や、スープの材料として使われる。

## 製法
ピーナッツをあらかじめ十分乾燥させてから160℃で30分ほど丁寧に炒って香りを高めるとともに水分を除去する。薄皮と胚芽はふるいで除き、粗く砕いてから、バターミルでよくすりつぶして練りこむ。ピーナッツに50%以上含まれる油分によってペースト状に変化する。これが100%純粋なピーナッツバターである。風味を増すため1 - 3%の食塩を加えたり砂糖や油脂を加えることもある。スムースなすりつぶしタイプと他に粗く砕いたピーナッツが含まれているものもある。日本では甘みをつけたホイップタイプのピーナッツクリームが広く流通しているが、海外では無糖で固めのピーナッツバターが一般的である。
「バター」という名前は外観からつけられたもので、乳脂肪分はまったく含まれていない。

## その他
ピーナッツバターはエネルギーが豊富で、タンパク質、食物繊維、不飽和脂肪、マグネシウム、亜鉛、カリウム、ビタミンEなどが含まれる。
ナッツ類をスプレッド状にする食品そのものは昔にもあったと思われるが、一般に広まったのは1895年にアメリカ人の医師であり栄養士、ケロッグ社の共同創始者であるジョン・ハーヴェイ・ケロッグ博士がピーナッツバターの特許を申請してからである。ケロッグは病人のためにナッツを煮て消化しやすいペースト状にすりつぶすというアイデアからピーナッツバターを発明した。病人食から発展したという点ではケロッグの発明品として知られるコーンフレークと同じである。ケロッグはピーナッツだけでなくアーモンドでもペーストを作っており、本人はこちらのほうを気に入っていたが、コスト面からピーナッツバターの商品化を選択した。セブンスデー・アドベンチスト教会の信者だったケロッグは、植物性の食事を推奨しピーナッツバターを「肉の代替品」として宣伝した。